# اليساندرو بوكوليني
اليساندرو بوكوليني (بالإيطالية: Alessandro Boccolini)‏ (14 يوليو 1984 بروما في إيطاليا - ) هو لاعب كرة قدم إيطالي في مركز حراسة المرمى. لعب مع نادي أسكولي ونادي ألساندريا وFC Canavese ‏ وكالتشيو إيفريا ‏ وASD Civitavecchia 1920 ‏ وفيتربيسي 1908.